# طيطن
طيطن (الاسم العلمي Pteromalus)، جنس حشرات نافعة من فصيلة الطيطنيات، هناك ما لا يقل عن 430 نوعًا موصوفًا في جنس الطيطن. تتطفل على البشوريات والكرنبيات والدحموريات.